# Cazenga
Cazenga es un municipio de la provincia de Luanda en Angola. En julio de 2018 tenía una población estimada de 1 011 397 habitantes.
Se encuentra ubicado al noroeste del país, junto a la costa del océano Atlántico y la desembocadura del río Cuanza.